# Victoria Poon
Cheuk Yuen Poon –conocida como Victoria Poon– (Hong Kong, Reino Unido, 12 de octubre de 1984) es una deportista canadiense que compitió en natación. Ganó tres medallas en el Campeonato Pan-Pacífico de Natación, en los años 2006 y 2010.

## Palmarés internacional
| Campeonato Pan-Pacífico | Campeonato Pan-Pacífico | Campeonato Pan-Pacífico | Campeonato Pan-Pacífico |
| Año                     | Lugar                   | Medalla                 | Prueba                  |
| ----------------------- | ----------------------- | ----------------------- | ----------------------- |
| 2006                    | Victoria (Canadá)       | Medalla de plata        | 4 × 100 m libre         |
| 2010                    | Irvine (Estados Unidos) | Medalla de bronce       | 50 m libre              |
| 2010                    | Irvine (Estados Unidos) | Medalla de bronce       | 4 × 100 m libre         |